# 池田廉 (イタリア文学者)
池田 廉（いけだ きよし、1928年1月2日 - 2025年4月24日）は、イタリア文学者、大阪外国語大学名誉教授。

## 経歴
1928年、東京生まれ。京都大学文学部文学科伊語・伊文学専攻、1950年に卒業。1953年、京都大学大学院修了。
1953年、京都大学文学部助手。1955年、イタリア政府給費奨学生としてパドヴァ大学に留学。1966年、大阪外国語大学助教授となり、1972年に教授となる。1993年に大阪外国語大学を定年退官し、名誉教授となった。その後も名古屋芸術大学の教授として教鞭をとった。
2025年、97歳没。

## 受賞・栄典
- 1992年：ペトラルカ『カンツォニエーレ』の完訳により日本翻訳文化賞受賞。
- 2007年春：瑞宝中綬章受賞。

## 著作
編纂
- 『小学館伊和中辞典』在里寛司・荒谷次郎・阿部史郎・西村暢夫共編、小学館 1983
- 『イタリア文法表』在里寛司共著、白水社 1983
- 『ポケットプログレッシブ伊和・和伊辞典』郡史郎共編、小学館 2001

訳書
- 『ガラテーオ：よいたしなみの本』ジョバンニ・デラ・カーサ（英語版）著、春秋社 1961
- 『カンツォニエーレ（英語版） 詩抄』(世界文学大系 74) ペトラルカ著、筑摩書房 1964
- 『君主論』(世界の名著) マキアヴェリ著、中央公論社 1966
  - 新版 中公バックス
  - 中公文庫 1975
  - 改訳版1995、2002、2018年
  - 組入 (全集 1) 筑摩書房 1998
  - 再版 中公クラシックス 2001
- 『侮蔑』(世界文学全集 33) アルベルト・モラヴィア著、集英社 1966
- 『イタリア文学史 1』デ・サンクティス著、米山喜晟共訳、現代思潮社 1970
- 『カンツォニエーレ（英語版）：俗事詩片』ペトラルカ著、名古屋大学出版会 1992
  - 新版 2022年
- 『凱旋』ペトラルカ著、名古屋大学出版会 2004
- 『妻を持つべきか：風雅な妻帯論』デッラ・カーサ著、東京図書出版会(TTS文庫) 2011

## 参考
- 「カンツォニエーレ」訳者紹介
- 『人事興信録』1995年